# Дивля
Ди́вля (болг. Дивля) — село в Перницькій області Болгарії. Входить до складу общини Земен.

## Населення
За даними перепису населення 2011 року у селі проживали 153 особи, з них 150 осіб (99,3%) — болгари.
Розподіл населення за віком у 2011 році:
Динаміка населення: